# Al Este Bodega y Viñedos

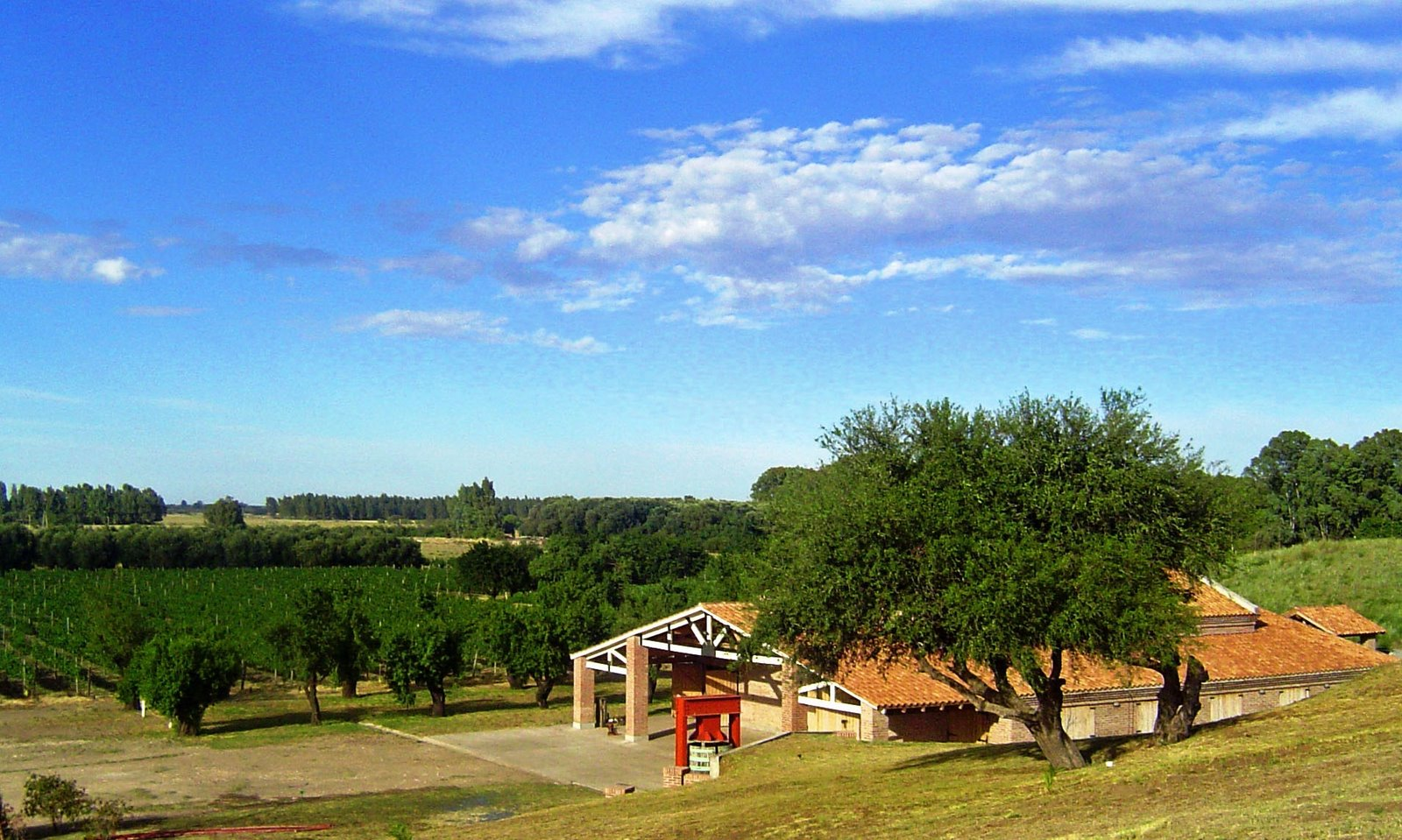
Al Este Bodega y Viñedos en Médanos, Buenos Aires.

Al Este Bodega y Viñedos es un productor de vinos de alta gama en Médanos, Buenos Aires, Argentina. Consiste en viñedos y una bodega contigua, ubicada 640 km al sur de la ciudad de Buenos Aires en el extremo sur de la provincia de Buenos Aires próximo al Océano Atlántico. El proyecto se ha desarrollado bajo la dirección personal del enólogo italiano Alberto Antonini.
En su primera participación en un concurso internacional, Al Este Bodega y Viñedos de Médanos ganó una Medalla de Plata en el Decanter World Wine Awards del año 2009 celebrado en Londres y su vino está situado en sexto lugar en la lista de recomendaciones de Decanter para el año 2009.

## Historia
Varios inmigrantes europeos llegaron a Médanos al principio del siglo XX, trayendo consigo la tradición vitivinícola. Estos inmigrantes desarrollaron una multitud de pequeños emprendimientos que en su conjunto alcanzaron plantaciones de viñas de alrededor de 200 hectáreas, pero lamentablemente debido a la falta de infraestructura, escala y los vaivenes del país no alcanzaron a completar el proceso productivo para elaborar vinos y eventualmente desaparecieron.
El terroir de Médanos que tradicionalmente se había dedicado a pasturas y al cultivo del ajo tiene similitudes llamativas con Burdeos, Francia en términos de las características del suelo, el clima y su proximidad al mar.[cita requerida]
Más recientemente, la idea de empezar un proyecto vitivinícola en Médanos revivió a partir de un viaje a Francia generando renovada confianza en el potencial del terroir.
En el año 2000, se plantó una hectárea y media de forma experimental con nueve varietales. En una segunda etapa, después de analizar los niveles de calidad obtenidos con cada variedad de uva en el Instituto Nacional de Tecnología Agropecuaria (INTA), se plantaron 25 hectáreas adicionales con seis varietales principales.

## Varietales
Al Este actualmente produce siete varietales.
- Tintos: Malbec, Cabernet Sauvignon, Merlot, Tannat, Cabernet Franc

- Blancos: Chardonnay, Sauvignon Blanc,

## Viñedos y bodega
Los viñedos están ubicados a 39 grados de latitud sur, donde convergen la Patagonia y las Pampas, aproximadamente a 40 km del Océano Atlántico. Una primavera ventosa contribuye al desarrollo de una piel más gruesa que le da un color intenso y mucho cuerpo a estos vinos. La fundación geológica de la región de Médanos consiste de una placa calcárea lo cual hace que le suelo sea rico en calcio. La tierra es arenosa, por lo que no retiene demasiada humedad, y consecuentemente el terroir absorbe y libera el calor más rápido resultando en una amplitud térmica mayor que beneficia el desarrollo y crecimiento de las uvas.
Topografía: Planicies con médanos

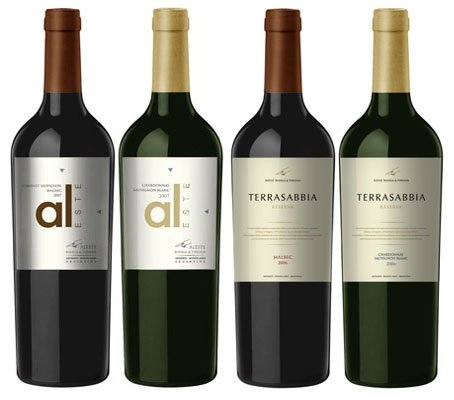
Vinos Al Este y Terrasabbia.

Suelo: Arenoso sobre una placa calcárea
Sistema de irrigación: por goteo
Protección anti heladas: Riego por aspersión
Cosecha y selección de uvas: Manual
Sistema de conducción: Espaldero
La bodega produce vinos tintos y blancos que se añejan en cubas de roble francés y americano y en botellas en la cava subterránea. Es la primera empresa en cosechar, elaborar y vender vinos de alta gama en la Provincia de Buenos Aires.
- Ubicación: 38°48′S 62°41′O / -38.800, -62.683